# 19809 Nancyowen
19809 Nancyowen este un asteroid din centura principală de asteroizi.

## Descriere
19809 Nancyowen este un asteroid din centura principală de asteroizi. A fost descoperit pe 24 septembrie 2000 la Socorro, New Mexico, în cadrul proiectului LINEAR. Asteroidul prezintă o orbită caracterizată de o semiaxă mare de 2,32 ua, o excentricitate de 0,03 și o înclinație de 6,4° în raport cu ecliptica.